# Ostrvska država
Ostrvska država ili arhipelaška država je država koja se u potpunosti sastoji od jednog, više ostrva ili samo dijela jednog ostrva i ne pripada ni jednom dijelu kopna nekog kontinenta. Time se razlikuje od kontinentalnih i obalskih država. 
Ona ima suverena prava na području arhipelaškog mora koje je okružuje. Arhipelaško je more dio mora koji je omeđen pravcima koji spajaju spoljašnje tačke najudaljenijih ostrva, s time da pravac ne smije biti duži od 100 milja.

## Spisak ostrvskih država (po površini)
| - Indonezija - Madagaskar - Papua Nova Gvineja - Japan - Filipini - Novi Zeland - Ujedinjeno Kraljevstvo - Kuba - Island - Irska - Šri Lanka - Dominikanska Republika - Republika Kina (Tajvan) - Haiti - Solomonska Ostrva - Fidži - Istočni Timor - Bahami - Vanuatu - Jamajka - Kipar - Brunej - Trinidad i Tobago - Zelenortska Republika | - Samoa - Mauricijus - Komori - Sao Tome i Principe - Kiribati - Tonga - Dominika - Bahrein - Mikronezija - Singapur - Sveta Lucija - Palau - Sejšeli - Antigva i Barbuda - Barbados - Sveti Vinsent i Grenadini - Grenada - Malta - Maldivi - Sveti Kristofer i Nevis - Maršalska Ostrva - Tuvalu - Nauru |

Ukupno : 47